# ハンドボールルーマニア女子代表
ハンドボールルーマニア女子代表は、ルーマニアハンドボール連盟(FRH)によって編成されるルーマニアの女子ハンドボールナショナルチームである。欧州ハンドボール連盟(EHF)に所属する。

## 成績

### オリンピック
- 1976年 - 4位
- 2000年 - 7位
- 2008年 - 7位

### 世界選手権
- 1957年：9位
- 1962年：優勝
- 1965年：6位
- 1971年：4位
- 1973年：2位
- 1975年：4位
- 1978年：7位
- 1982年：5位
- 1986年：5位
- 1990年：7位
- 1993年：4位
- 1995年：7位
- 1997年：12位
- 1999年：4位
- 2001年：17位
- 2003年：10位
- 2005年：2位
- 2007年：4位
- 2009年：8位
- 2011年：13位
- 2013年：

### 欧州選手権
- 1994年：10位
- 1996年：5位
- 1998年：11位
- 2000年：4位
- 2002年：7位
- 2004年：7位
- 2006年：予選敗退
- 2008年：5位
- 2010年：3位
- 2012年：